# أليس غرين
أليس غرين (بالإنجليزية: Alice Greene)‏ مواليد 15 أكتوبر 1879 في إنجلترا - الوفاة 26 أكتوبر 1956 في جيرزي، كانت لاعبة كرة مضرب بريطانية. سبق أن شاركت في دورة الألعاب الأولمبية الصيفية وأحرزت ميدالية فضية.

## الميداليات
| الميدالية | المسابقة                       |
| --------- | ------------------------------ |
| فضية      | الألعاب الأولمبية الصيفية 1908 |

## روابط خارجية
- أليس غرين على موقع الاتحاد الدولي لكرة المضرب (الإنجليزية)
- أليس غرين على موقع أوليمبيديا (الإنجليزية)